# 安藤匡史
安藤 匠郎（あんどうたくろう）は京都府出身の演劇・映像プロデューサー。アメツチのプロデューサー、楽屋フィルムズ代表、株式会社アメツチ代表取締役。以前は安藤 匡史（あんどうただふみ）名義で俳優活動をしていた。フリーになる以前の所属事務所はグレース_(芸能プロダクション)

## 作品

### 舞台
- 朗読劇「ドラゴンギアスAnother〜再生のための物語〜」（2021年4月7日 - 11日、伝承ホール） アメツチ　プロデューサー[1]
- 「アンダーグラウンド・アンソロジー」（2021年7月22日 - 7月25日、シアターKASSAI）プロデューサー
- 舞台版「あやかしむすび」（2021年10月13日 - 17日、伝承ホール）アメツチ　プロデューサー[2][3]
- 冤罪執行遊戯ユルキル the stage（2022年4月23日 - 5月1日、ニッショーホール）アメツチ　プロデューサー
- 江戸川乱歩の世界 朗読劇「幻燈の獏」（2022年8月14日、イイノホール）アメツチ　プロデューサー
- ウブスナvol.1（2023年2月1日-2月5日、シアターKASSAI）アメツチ　プロデューサー
- 舞台sacrifice（2023年6月28日-7月2日、ザ・ポケット）アメツチ　プロデューサー[4]
- 幻調乱歩2 自決スル幼魚永久機関（2023年9月30日-10月1日）アメツチ　プロデューサー[5][6]
- アメツチ怪談「番町皿屋敷」（2023年10月6日-10月9日）アメツチ　プロデューサー[7]

### 映像
- The Black Goldfish”金魚の夢“ VR（西原一平監督） KANDAOオフィシャルVR作品
- The Framed”隠蔽工作“ VR（西原一平監督）
- 女優・上戸彩が巡る5つの物語“Seeking Myself” VOGUE JAPAN（太一監督）[8]
- CG戯画（アートにエールを！ 東京プロジェクト）Naka-Kon Anime Convention 2021 特別上映[9]
- the world beyond VR（西原一平監督）VIFF Immersed Marketplace招待
- 絵師 Drawing Mind（2015/西原一平監督）
- 「ダイダラトレーラー」Daidara Trail-er（拓馬監督）
- 「Forever」（企画・出演）Warsaw Fashion Festival招待 LA JOLLA FASHION FILM FESTIVAL招待
- EPIDEMIA MV（Alex Somalkin）

## 出演

### 映画
- ナポリタンデイズ(2006)
- E-vil(2006)
- 或る探偵の証明(2006) 真田灰人役
- ノゾミの冒険(2006) 池内ノゾミ役 主演
- 小谷可南子の手馴れた砂(2007)
- 江國さゆりは不感症(2007)
- CLOCK(2008) コウイチ役 Independents Film Festival他
- Lost in Blank Love(2008) 宏役 主演
- Driving Mad Harmony(2009) ハセガワ役 Boston International Film Festival他
- テンロクの恋人(2009) 奥野役
- 桃まつり presents Kiss! たまゆら(2009)[10]
- a teste of kiss(2010) ハセ・リョウスケ役
- 電撃(2011) タカヒロ役
- The Interviewer(2011) 三上直樹役 主演 Independents Film Festival 他
- チョッキン堪忍袋(2011)
- 新世界の夜明け(2011) ワタナベ役
- ゆめのかよいじ(2012) 宮沢和彦役
- Dressing UP(2015) 斉藤役 TAMA NEW WAVEグランプリ他
- 鋼鉄はいかに輝くか(2015)
- 脆弱な引鉄(2012) 高槻役 主演 Indie Fest USA他
- あした天使になあれ(2013) 本間勤役 主演
- ソウル・フラワー・トレイン(2013) 刑事役
- Fly Me To Minami 〜恋するミナミ〜(2013) 恋愛博士役
- さすらいのジャンゴ(2014)
- はじまりの唄(2020)[11]

### 舞台
- 「茂平と吾作～魔界破壊親子～」（2005年 京都ふれあい文化会館）ソムリエ役
- 劇団往来「あした天使になあれ」（2012年6月、大阪ビジネスパーク円形ホール）本間勤役　主演
- 「SOUL BLANKER」（2013年5月、中目黒キンケロ・シアター）

### TV
- その時歴史が動いた
- 忠臣蔵 瑤泉院の陰謀　村松政右衛門役
- 樋口一葉　半井桃水役
- よるドラシリーズ「ダイヤモンドの恋」
- にこいち　他

### CM
- ジョーシン
- NTT西日本 光ブロードバンド
- ATC10周年記念

### スチル
- キヤノン
- JR西日本
- じゃらん